# Niko Tsakiris
Nikolas Diego Tsakiris (* 19. Juni 2005 in Saratoga) ist ein US-amerikanischer Fußballspieler, der meist als Mittelfeldspieler eingesetzt wird. Er steht derzeit bei den San José Earthquakes unter Vertrag.

## Karriere

### Jugend und Amateurfußball
Tsakiris begann in der Jugend, bei De Anza Force, mit dem Fußball spielen. Im Alter von 10 Jahren zog er nach Florida, um sich bei der IMG Academy, einem Nachwuchsleistungszentrum, weiterzuentwickeln. Im Jahr 2017 kehrte er zurück in die Bay Area und setzte seine Jugendkarriere in der Nachwuchsmannschaft der San Jose Earthquakes fort. Dort erhielt er auch seinen ersten Profivertrag.

### Vereinskarriere
Am 13. Januar wurde er der zehnte Homegrown Player der San Jose Earthquakes und der fünftjüngste Spieler der bis dahin einen Vertrag für die Major League Soccer unterschrieb.
Tsakiris gab sein Profi-Debüt am 12. März 2022 im Auswärtsspiel gegen Philadelphia Union. Mit diesem Einsatz wurde er der drittjüngste Spieler der San Jose Earthquakes in der MLS. Sein Startelfdebüt gab er in der dritten Runde des Lamar Hunt U.S. Open Cup 2022 gegen Bay Cities FC. In diesem Spiel erzielte er auch sein erstes Profitor in der 83. Minute.

### Nationalmannschaft
Im März 2020 wurde er zum ersten Mal für die U-15 Jugendnationalmannschaft nominiert.
Im April 2022 wurde er als zweitjüngster Spieler für das anstehende Trainingscamp der U-20 Nationalmannschaft nominiert. 2023 nahm er mit der U-20-Nationalmmanschaft an der Weltmeisterschaft in Argentinien teil.

## Privates
Tsakiris Vater ist Shaun Tsakiris, ein ehemaliger Fußballspieler der zurzeit, unter anderem, als Assistenztrainer für die US-amerikanische U20-Fußballnationalmannschaft arbeitet.